# 64大相撲
『64大相撲』（ろくよんおおずもう）は、1997年11月28日にボトムアップで発売されたNINTENDO 64用相撲ゲームソフト。1999年3月19日に続編である『64大相撲2』が発売されている。メディアワークス（現：アスキー・メディアワークス）のゲーム雑誌『電撃NINTENDO64』では漫画版が連載された。

## 使える技
- 上手投げ
- 下手投げ
- 寄り切り
- ぶちかまし
- 八艘飛び
- 猫だまし
- まわしを取る
- はたき込み
- かたすかし
- けたぐり
- 突っ張り
- 吊り出し
- 突き出し
- 突き倒し
- 押し出し
- 押し倒し
- 寄り倒し
- 浴びせ倒し
- 一本背負い

## 遊べるモード
よこづなサクセスモード
2年間で1場所15日間・年間6場所を行い、横綱をめざす育成モード。エンディングにもいくつかのパターンがある。（詳しくは後述参照）
げきとうバトルモード
コンピュータもしくは2Pと対戦するモード。このモードで、よこづなサクセスモードで作った選手も使える。
はくねつトーナメントモード
勝ち抜きトーナメント戦。このモードは4人までの参加が可能である。
おしえてれんしゅうモード
練習モード。
いろいろオプションモード
データなどを変更することができる。

## よこづなサクセスモードの登場人物

### 寿部屋
主人公
このモードの主人公。寿部屋へ入門し、十両を経て前頭15枚目になる。このモードで作った力士は、他のモードでも使えるようになる。
兄弟子山
十両力士。主人公の兄弟子。右腕を負傷している。
寿親方
寿部屋の親方。元横綱寿。角界を熱狂させた元名横綱。出雲綱の勝負に敗れ引退。親方だけあり、技の知識を多く持っている。

### ライバル
山嵐
竜巻部屋初の幕内力士。主人公とともに角界を背負う男と相撲関係者から声が挙がっている。後に、風車落としを取得する。
牙風
大相撲ファンからかなりの人気を得ている力士。八艘飛びをはじめ、数多くの技を持つ。後に、飛鯨を取得する。
雲魁
33歳で初入幕を果たした遅咲き力士。主人公に果たし状を送るも、字が汚いため三回も送ったことがある。実は、裏の角界に手をつけている。が、主人公に敗れ、更生する。後に、日傘投げを取得する。

### 女の子
酒見明
竜巻部屋親方の娘。明朗活発、元気が取り柄。
国分寺=メイプル=楓
国内線スチュワーデス。18までイギリスで育ったハーフ。日本文化を愛している。
園岡美稲
歌手、女優。いまどきの女の子タイプ。千秋楽は必ず見に行くが、あまり力士を知らないらしい。
楠のどか
OL。外出は苦手で、人付き合いも下手。ある日の休日に父親と大相撲を見て、力強さに惹かれるようになる。
安楽岡幸枝
スポーツニュースキャスター。リポーター。現場に行くことも多く、大相撲ファンにも人気がある。

### 裏相撲
斎馬王
裏相撲界の首領。詳しいことはわかっていない。